# Oxazepam

Strukturformel för oxazepam.

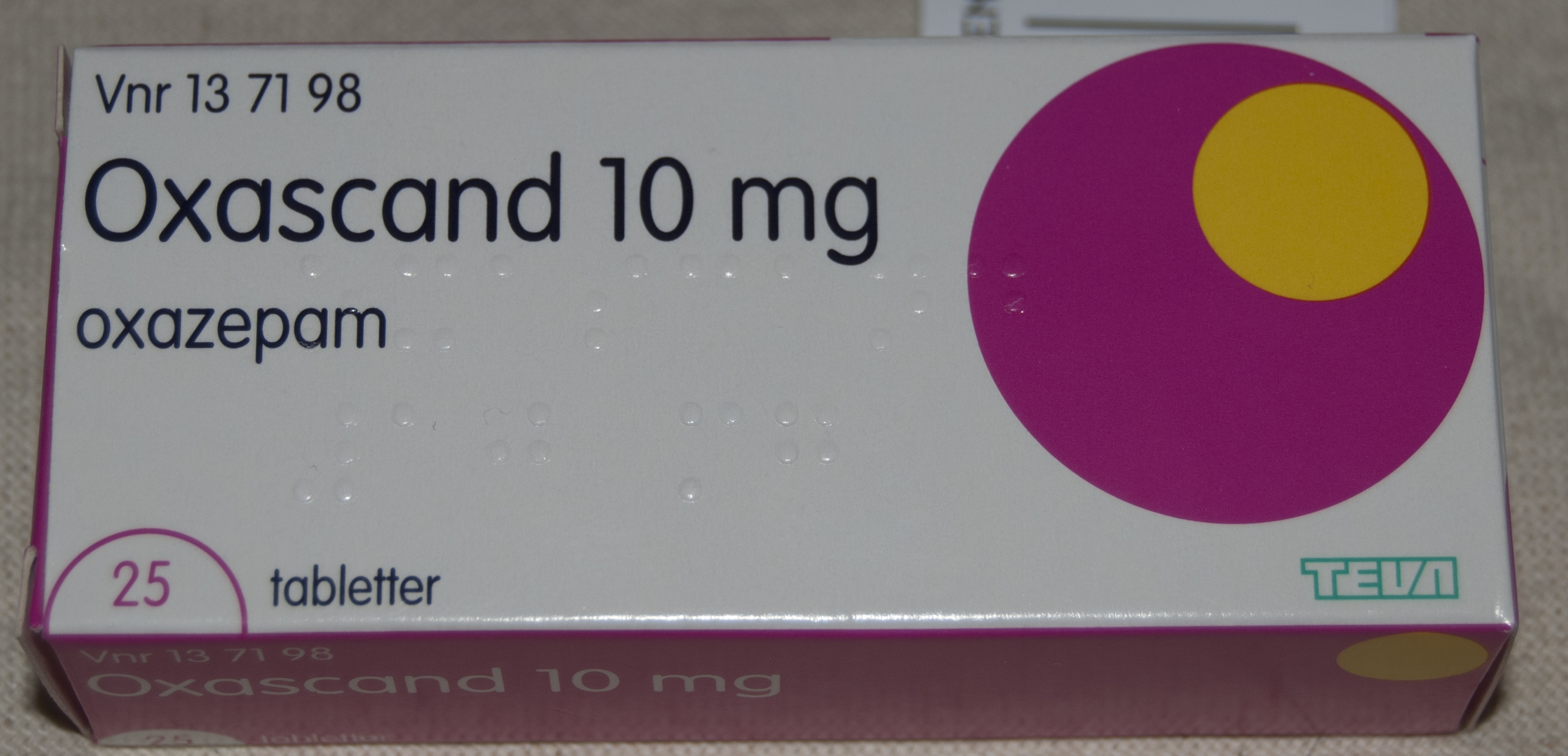
Oxascand 10 mg.

Oxazepam, summaformel C15H11ClN2O2, är ett ångestdämpande och lugnande preparat som tillhör gruppen bensodiazepiner. Det patenterades 1965 och lanserades under varumärket Serax. Varunamn i Sverige för ämnet är Oxascand och Sobril.
Medlet verkar dämpande på centrala nervsystemet i hjärnan och har därför en lugnande och i viss mån även en muskelavslappnande effekt. Det kan underlätta insomning om svårigheten att somna beror på oro. Det kan även användas som lugnande medel inför operation. 
Oxazepam används även för att lindra delirium tremens, predeliriösa tillstånd och akuta abstinenssymptom som ångest, spänning och excitation i samband med alkoholmissbruk. 
Risk för tillvänjning föreligger. Substansen är narkotikaklassad och ingår i förteckning P IV i 1971 års psykotropkonvention samt i förteckning IV i Sverige.